# Franck (Santa Fé)
Franck é uma comuna da província de Santa Fé, na Argentina.